# Fatehganj Pashchimi
Fatehganj Pashchimi (o Fatehganj West) è una suddivisione dell'India, classificata come nagar panchayat, di 20.811 abitanti, situata nel distretto di Bareilly, nello stato federato dell'Uttar Pradesh. In base al numero di abitanti la città rientra nella classe III (da 20.000 a 49.999 persone).

## Geografia fisica
La città è situata a 28° 28' 0 N e 79° 17' 60 E e ha un'altitudine di 171 m s.l.m..

## Società

### Evoluzione demografica
Al censimento del 2001 la popolazione di Fatehganj Pashchimi assommava a 20.811 persone, delle quali 10.931 maschi e 9.880 femmine. I bambini di età inferiore o uguale ai sei anni assommavano a 4.104, dei quali 2.086 maschi e 2.018 femmine. Infine, coloro che erano in grado di saper almeno leggere e scrivere erano 9.726, dei quali 5.905 maschi e 3.821 femmine.